# Arne Karlsson (sportskytt)
Nils Arne Axel Karlsson, född 25 april 1946 i Linköping, är en svensk sportskytt. Han tävlade för Linköpings JKDSF.
Karlsson tävlade för Sverige vid olympiska sommarspelen 1968 i Mexico City, där han slutade på 17:e plats i skeet.